# 雪庇

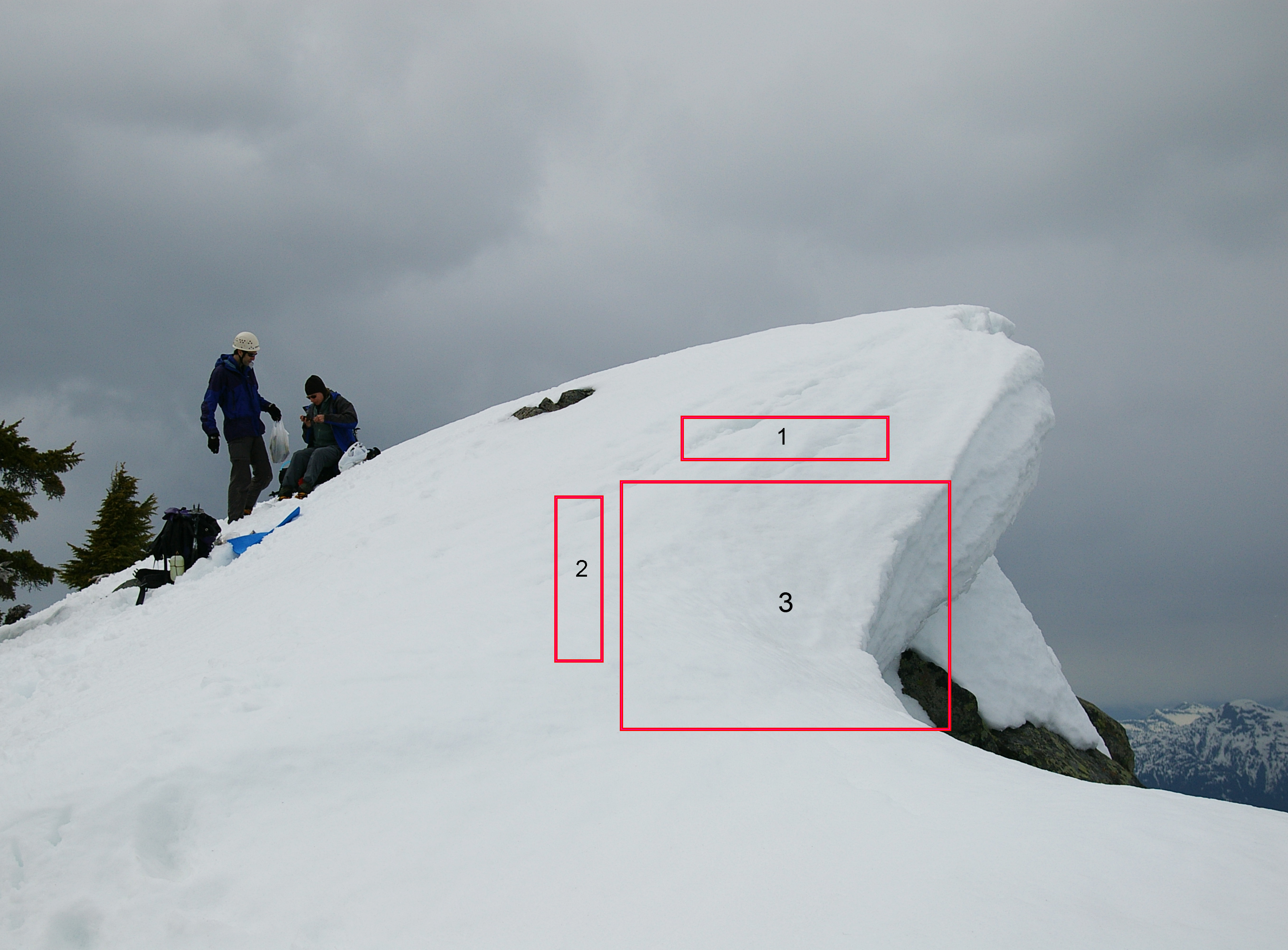
崩れかかっている雪庇／(1)の領域には雪にひびが入っているのが見える。この写真を撮影した直後に(3)の領域は崩落し、(2)の場所が新たに雪庇の先端となった。

雪庇（せっぴ、英: snow cornice（あるいはcornice））とは、雪のかぶった山の尾根、山頂などに、風が一方方向に吹き、風下方向に庇（ひさし）のように迫り出してできる雪の塊である。また、雪の積もった屋根から雪がせり出している状態のことも雪庇と言う。

## 概要

大型倉庫の屋根からせり出した雪庇。
落下すると時にはケガや死亡事故につながるだけでなく、トラックのキャビンや荷室を押しつぶすこともあり非常に危険。

放置すると、自重に負けて崩落するまで際限なく大きくなる。
馬の背と呼ばれる細い尾根に見られる雪庇は、時として滑落の原因として恐れられている。登山者が尾根を歩く際、雪庇の真上にいることに気づかず踏み抜いてしまうなど、真上からの観察では地面と雪庇の区別は不可能とされる。風上と風下の気象条件を熟知していれば、雪庇の方向を読み取ることも可能だが、それでも完全ではない。大きな雪庇はブロック雪崩の原因になることから、定期的に除去されることがある。
近年では無落雪建築の増加などにより、降雪量が多い地域で住宅の屋根のへりに雪庇が出来ることが多い。放置すると山の雪庇と同様崩落して、通行人や家財に被害を及ぼすことがある。そのため屋根に電熱線を仕込んで雪庇が出来ない構造にしたり、鍬を長くしたような形状の専用の器具を用いて雪庇を取り除くといった対策がとられる。

## 除去の方法
- 人力
- 日本国外 - ダイナマイト、小型火器

## 漢字表記
漢字では雪庇と表記するが、「雪」は常用漢字（教育漢字）であるのに対して「庇」は常用漢字ではないため、常用漢字でない漢字を使用しない場では「庇」のみをひらがなにした「雪ぴ」の表記が用いられることがある。雪庇を知らない人が「雪ぴ」の表記を目にし、「ゆきぴ」と誤読され、可愛い若者言葉かと思われた例もあったという。

## 季語
季語としての雪庇（せっぴ）は、冬の季語（晩冬の季語）。分類は天文。季語としての「雪庇」は、山の急な傾斜面にできる雪の庇（ひさし）を指す。季語「雪」の数ある子季語の一つである。